# USAir-Flug 405
USAir-Flug 405 (Flugnummer: US405) war ein planmäßiger Inlandsflug der Fluggesellschaft USAir vom LaGuardia Airport zum Cleveland Hopkins International Airport, bei dem am 22. März 1992 eine Fokker F28 nach dem Startlauf vom LaGuardia Airport bei winterlichen Bedingungen in die Flushing Bay stürzte. Bei dem Unfall kamen 27 Menschen ums Leben, 24 überlebten.

## Flugzeug
Die Maschine war eine Fokker F28-4000, die nach ihrem Erstflug am 1. April 1986 zunächst an Piedmont Airlines ausgeliefert und drei Jahre später nach einer Fusion der Fluggesellschaften durch USAir übernommen wurde. Seitdem hatte die Maschine 12462 Flugstunden sowie 16280 Starts und Landungen absolviert. Die Fokker trug die Seriennummer 11235 sowie das Luftfahrzeugkennzeichen N485US.

## Besatzung
Kapitän der Maschine war der 44-jährige Wallace J. Majure II, der Musterberechtigungen für die Fokker F28 sowie vier weitere Flugzeugtypen besaß. Er verfügte über rund 9820 Stunden Flugerfahrung, darunter 2200 auf der F28. Majure war erstmals von Piedmont Airlines als erster Offizier einer F28 eingestellt worden. Er wurde später als Erster Offizier und dann als Kapitän auf einer Boeing 737 eingeteilt, jedoch anschließend wegen Stellenkürzungen des Unternehmens Kapitän der F28.
Erster Offizier war der 30-jährige John Rachuba, der 1989 durch Piedmont Airlines eingestellt wurde. Zum Zeitpunkt des Unfalls hatte er 4507 Stunden Flugerfahrung, darunter 29 auf der Fokker F28. Rachuba besaß auch eine Befähigung zum Flugingenieur für strahlgetriebene Maschinen sowie eine abgelaufene Befähigung zum Prüfkapitän, die am 16. August 1987 ausgestellt worden war. Zuvor war er als Flugingenieur auf Flügen mit Maschinen der Typen Boeing 727 und Boeing 737 mitgeflogen.
Darüber hinaus befanden sich zwei Flugbegleiterinnen an Bord.

## Vor dem Abflug

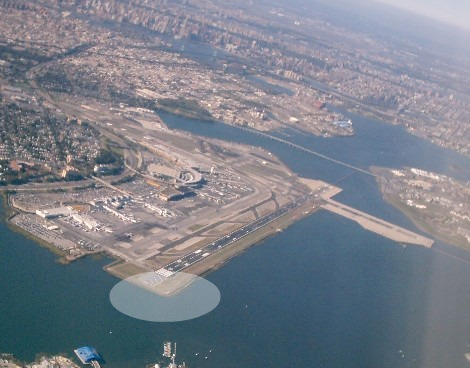
Luftansicht des LaGuardia-Flughafens mit hervorgehobener Unfallstelle

Am Tag des Zwischenfalls hatte die Maschine bereits einen Flug vom Jacksonville International Airport in Florida zum LaGuardia Airport durchgeführt. Wegen der widrigen Umstände verspäteten sich dort viele Starts und Landungen. Die Maschine rollte 66 Minuten vor dem Start zu Gate B1, wo sie anschließend enteist wurde. Anschließend trat beim Zurücksetzen ein technischer Defekt an einem Enteisungsfahrzeug auf. Das Fahrzeug konnte nach einer Reparatur erst 20 Minuten später wieder angelassen werden. Da die Fokker in der Zwischenzeit durch den Defekt zugeparkt gewesen war, konnte die Besatzung nicht zum Start rollen. Der Kapitän beantragte ein zweites Enteisen. Die Piloten führten nach diesem Enteisen keinen Rundgang durch, um die Maschine zu inspizieren, dieser war seitens der Airline auch nicht vorgeschrieben.
Nach dem zweiten Enteisen erhielt die Fokker eine Startfreigabe für Startbahn 13. Während des Rollens aktivierten die Piloten die Triebwerksenteisung und gingen die Startcheckliste durch. Der Kapitän machte eine Durchsage, dass die Auftriebshilfen während des Rollens in ausgefahrener Position sein würden und dass dies die Passagiere nicht zu beunruhigen brauche. Der Kapitän stülpte zur Erinnerung einen leeren Kaffeebecher über den Hebel für die Auftriebshilfen.
Wetterberichten zufolge waren alle Start- und Landebahnen, obwohl sie geräumt und mit Harnstoff behandelt worden waren, mit einer dünnen Schicht Nassschnee überzogen. Der erste Offizier beschrieb den Schneefall in den späteren Ermittlungen als „nicht stark“ und „ohne große Flocken“. Er sagte, dass sich auf der Flugzeugnase eine wässrige Schicht befunden hätte und dass der Schnee an den Flugzeugseiten heruntergeglitten sei. Er sagte aus, dass er die Flügel „vielleicht zehn-, gewiss aber dreimal“ überprüft habe. Weder er, noch der Kapitän hätten Spuren von Vereisung an den Flügeln erkennen können und hätten sich daher gegen ein drittes Enteisen entschieden.
Während des Rollens sahen die Piloten nach hinten zu den Flügeln und der Erste Offizier sagte, dass für ihn alles gut und eisfrei aussehe. Anschließend unterhielten sich die Piloten über Enteisungsvorgänge. Der Erste Offizier deutete auf das vor ihnen stehende Flugzeug und entgegnete, „er könnte unsere Flügel (eis-)frei halten“. Der Kapitän entgegnete: „Er könnte auch bewirken, dass wir wieder vereisen... Ich möchte nicht zu nah an ihm dranbleiben“. Später äußerte der Erste Offizier: „Schau dir das an, was ist das?“, woraufhin der Kapitän entgegnete: „Sand, schätze ich. Harnstoffsand.“
Das winterliche Wetter hatte zu Verkehrsbehinderungen am LaGuardia Airport geführt. Warteschlangen von Maschinen, die auf Startfreigabe warteten, hatten sich gebildet. In der Folge verzögerte sich der Abflug der ohnehin bereits um Stunden verspäteten Maschine noch weiter.

## Unfallhergang

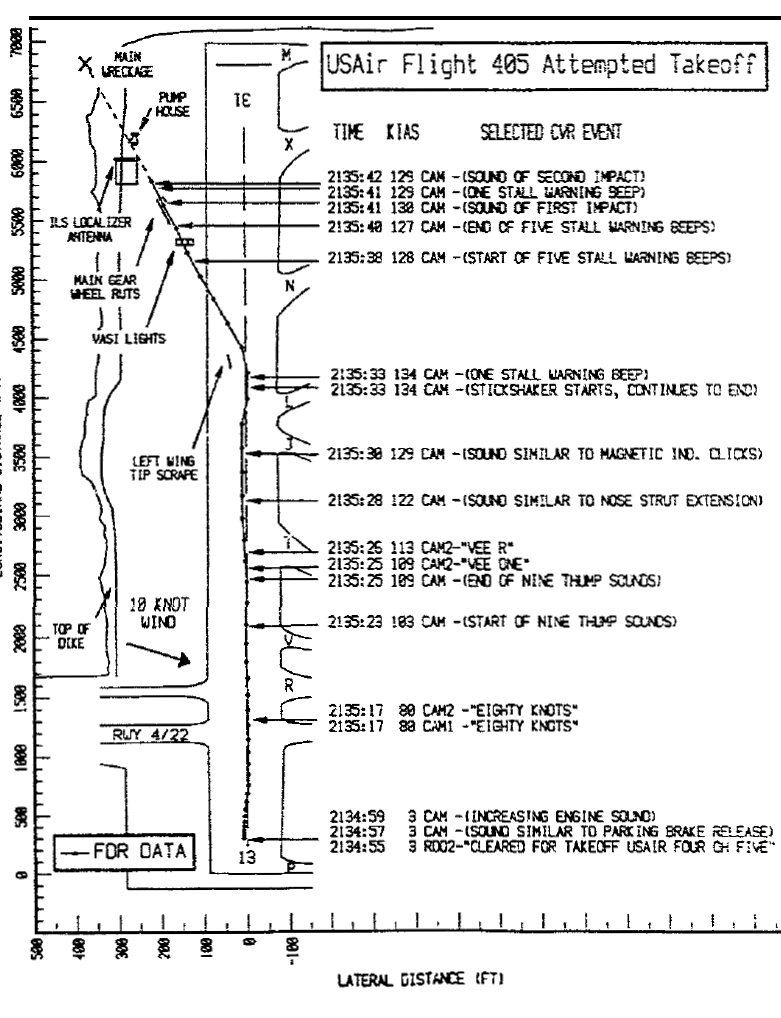
Skizze des NTSB zum Unfallhergang

Nachdem die Fokker, wie Ermittler später schätzten, für die Strecke vom Gate zum Start 25 bis 45 Minuten gebraucht hatte, erhielt sie schließlich die Startfreigabe. Der Kapitän beschleunigte die Maschine, während der Erste Offizier die Geschwindigkeiten ansagte. Etwa 2,2 Sekunden nach Erreichen der Abhebegeschwindigkeit zog der Kapitän die Nase der Maschine hoch. Der Erste Offizier äußerte später in Vernehmungen, dass die Maschine sich beim Abheben normal zu verhalten schien und dass er weder ein Rütteln, einen Geschwindigkeitsverlust, noch sonstige Anzeichen für einen drohenden Strömungsabriss erkennen konnte. Mehrere Passagiere gaben dagegen an, dass die Maschine beim Abheben auffällig langsam gewesen sei.
Nach Angaben des Ersten Offiziers habe es kurz nach dem Abheben gewirkt, als hätte die Maschine an Auftrieb verloren. Es ertönten sechs Warnungen, die auf einen Strömungsabriss hinwiesen. Während der Kapitän versuchte, die Flügel waagerecht auszurichten, fuhren die Piloten das rechte Höhenruder aus, um die Maschine für einen Startabbruch wieder abzusenken. Die Steuerbefehle der beiden Piloten waren laut dem späteren Untersuchungsbericht zu diesem Zeitpunkt im Einklang miteinander, woraus geschlossen werden kann, dass sowohl dem Kapitän, als auch dem Ersten Offizier zu diesem Zeitpunkt bewusst war, dass die Maschine sich nicht fliegen lässt.
Fünf Sekunden, nachdem das Fahrwerk vom Boden abgehoben war, streifte die linke Flügelspitze die Startbahn und die Überziehwarnanlage aktivierte sich. Die Maschine neigte sich dann zunächst nach links, dann nach rechts und brach schließlich nach links von der Startbahn aus. Die Fokker streifte zwei Lampen der Gleitpfadbefeuerung, kam wieder auf dem Boden auf und stieg nach weiteren 30 Metern in die Luft, bevor sie neben der Landebahn in ein Drehfunkfeuer und ein Pumpenhaus flog, wobei der linke Flügel abbrach, das Kerosin sich explosionsartig entzündete und die Maschine kopfüber in die Flushing Bay stürzte.

## Rettungseinsatz
Der Kapitän wurde bei dem Unfall getötet, der Erste Offizier überlebte. Insgesamt starben 27 der 51 Insassen der Maschine. Viele Passagiere, die eingeschlossen oder desorientiert waren, konnten ihre Sicherheitsgurte nicht lösen oder sich nicht aus dem Wrack retten und ertranken, obwohl sie ansonsten keine lebensbedrohlichen Verletzungen erlitten hatten. Die Überlebenden konnten die Maschine durch große Löcher im Flugzeugrumpf verlassen. Einige konnten selbst aus dem knietiefen Wasser klettern und über den Deich in Richtung Startbahn steigen, andere mussten durch andere Überlebende oder Rettungsmannschaften aus dem Wasser gezogen werden. Auf dem Wasser trieben brennende Wrackteile und dichter, schwarzer Rauch stieg auf.
Etwa 200 Personen waren an dem Rettungseinsatz beteiligt. Rettungstaucher der Polizei durchsuchten nach dem Unfall das Wasser, konnten jedoch keine weiteren Überlebenden im Wrack der Maschine oder im Wasser finden. Feuerwehrleute waren mit der Bekämpfung des Brandes beschäftigt, der nach Auskunft des Einsatzleiters nach 10 Minuten gelöscht werden konnte.
Im Bericht der NTSB wurde die Vorgehensweise der Sanitäter und Notärzte vermerkt, jedoch nicht kritisiert: Die Retter hätten sich den Opfern zugewandt, die lebensgefährliche Verletzungen erlitten hatten, jedoch bei Bewusstsein waren. Opfer, die keine Vitalzeichen erkennen ließen und Anzeichen eines Ertrinkens aufwiesen, wurden zunächst nicht behandelt, da davon ausgegangen wurde, dass diese nicht wiederbelebbar seien. Etwa 15 Krankenwagen waren im Einsatz, um die Verletzten in die Krankenhäuser abzutransportieren, 40 weitere standen bereit, wurden aber nicht benötigt. Der Unfallbericht bewertete die Rettungsaktion als effektiv und befand, dass sie die Überlebenschancen der Insassen der Maschine erhöht habe. Bemängelt wurde die unzureichende Koordination des Sanitätspersonals.
Das NTSB merkte in Bezug auf den Rettungseinsatz an, dass bei der medizinischen Erstversorgung ein Grundprinzip darin bestehe, zunächst die Opfer mit den lebensbedrohlichsten Verletzungen zu behandeln und die verfügbaren medizinischen Mittel und die begrenzte Anzahl an medizinischen Personal so zu nutzen, dass eine maximale Effektivität erreicht werde. Dem NTSB sei gleichzeitig bewusst, dass in den vorangegangenen Jahren eine Reihe von Personen, die in kaltem Wasser ertrunken waren, erfolgreich wiederbelebt werden konnten. Sie überlebten, nachdem sie eine Stunde und länger ohne zu atmen in kaltem Wasser, auch Meereswasser gelegen hatten. Angesichts dieser Tatsachen sei das NTSB der Meinung, dass alle Rettungsorganisationen ihre Notfallpläne überarbeiten sollten, um Raum für Maßnahmen zur Herz-Lungen-Wiederbelebung (CPR) zu schaffen, die ergriffen werden können, sobald genügend entsprechend ausgebildetes Personal am Einsatzort eingetroffen ist. Diese Möglichkeiten sollten selbst bei Rettungseinsätzen mit vielen Opfern gegeben sein, und zwar unabhängig davon, ob Vitalzeichen zu erkennen sind oder nicht. Dies betreffe insbesondere solche Fälle, in denen Unfallopfer in kaltem Wasser untergetaucht waren, während ihr sonstiger körperlicher Zustand keine Anzeichen für tödliche Verletzungen erkennen lässt.

## Unfalluntersuchung

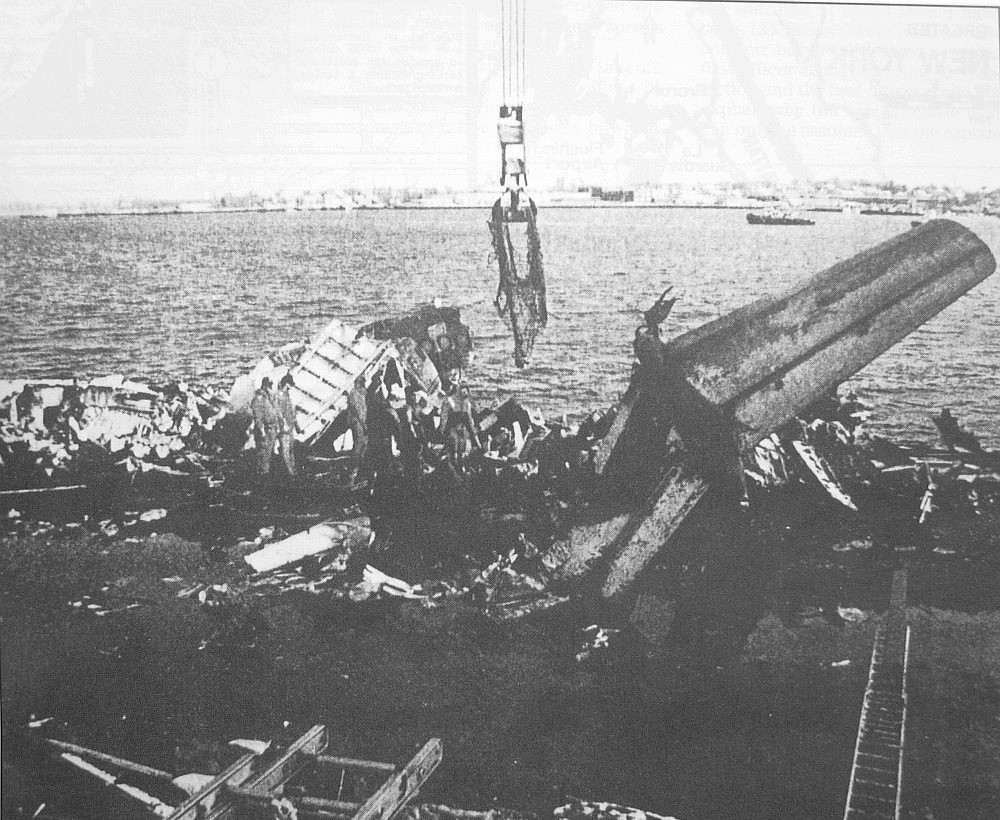
Das Wrack der Maschine

Das NTSB entsandte eine Ermittlergruppe zum Unfallort. Die Ermittler stellten fest, dass sich Eis auf den Flügeln gebildet habe, welches den Luftstrom beeinträchtigte und den Auftrieb verringerte.

### Vereisung
Die Ermittler zogen bei der Unfalluntersuchung eine Reihe von Ursachen für den Auftriebverlust in Betracht. Eine Untersuchung der Steuersysteme ließ keine Fehlfunktion vor dem Aufprall erkennen. Durch die Befunde konnten schließlich Ursachen wie eine falsche Stellung der Auftriebshilfen, eine Aktivierung der Luftbremse oder ein Defekt am Flugsystem oder an der Flugzeugstruktur ausgeschlossen werden. Auch der Startlauf der Maschine verlief nach Ansicht der Ermittler normal.
Als sie der Frage nachgingen, warum die Flügel vereist waren, stellten die Ermittler fest, dass die Maschine zweimal ordnungsgemäß enteist wurde und nach den Enteisungsprozeduren zunächst jeweils eisfrei gewesen war. Die Zeitspanne zwischen dem zweiten Enteisen und dem Startlauf habe jedoch rund 35 Minuten betragen. In dieser Zeit sei die Maschine anhaltendem Niederschlag bei Temperaturen unter dem Gefrierpunkt ausgesetzt gewesen. Das NTSB war nicht in der Lage, die exakte Eismenge zu bestimmen, die sich auf den Flügeln gebildet hatte. Die Ermittler kamen jedoch zu dem Schluss, dass eine Vereisung der Flügel die Hauptursache des Unfalls gewesen war.
Bei der Untersuchung des Cockpits stellten die Ermittler fest, dass der Schalter für die Triebwerksenteisung nicht aktiviert war. Im Verlauf der Ermittlungen konnte jedoch festgestellt werden, dass der Schalter selbst bei leichtester Druckausübung in diese Position sprang. Die Ermittler schlossen daraufhin eine inaktive Triebwerksenteisung als Unfallfaktor aus. Nach dem Unfall veröffentlichte USAir eine Wartungsanweisung, wonach die Schalter der Enteisungssysteme so modifiziert werden sollen, dass sie in der ausgewählten Position einrasten.
Die Flugunfallermittler stellten fest, dass das Design der Tragflächen der Fokker F28 diese in besonderem Maße anfällig für Vereisung machte. Aufgrund der Ausrichtung der Flügel könnten daher selbst kleine Eismengen zu verheerenden Folgen führen. Als das NTSB in Zusammenarbeit mit Fokker die Folgen von Vereisung untersuchte, wurde festgestellt, dass bereits Eispartikel von 1–2 mm in einer Dichte von einem Partikel pro Quadratzentimeter den Auftrieb um bis zu 20 Prozent beeinträchtigen konnten. In einem Schreiben, das bereits vor dem Unfall veröffentlicht wurde, wies Fokker darauf hin, dass bereits eine kleine Eismenge auf den Flügeln ein „unkontrollierbares Rollen“ verursachen könne.

### Fehler der Cockpitbesatzung

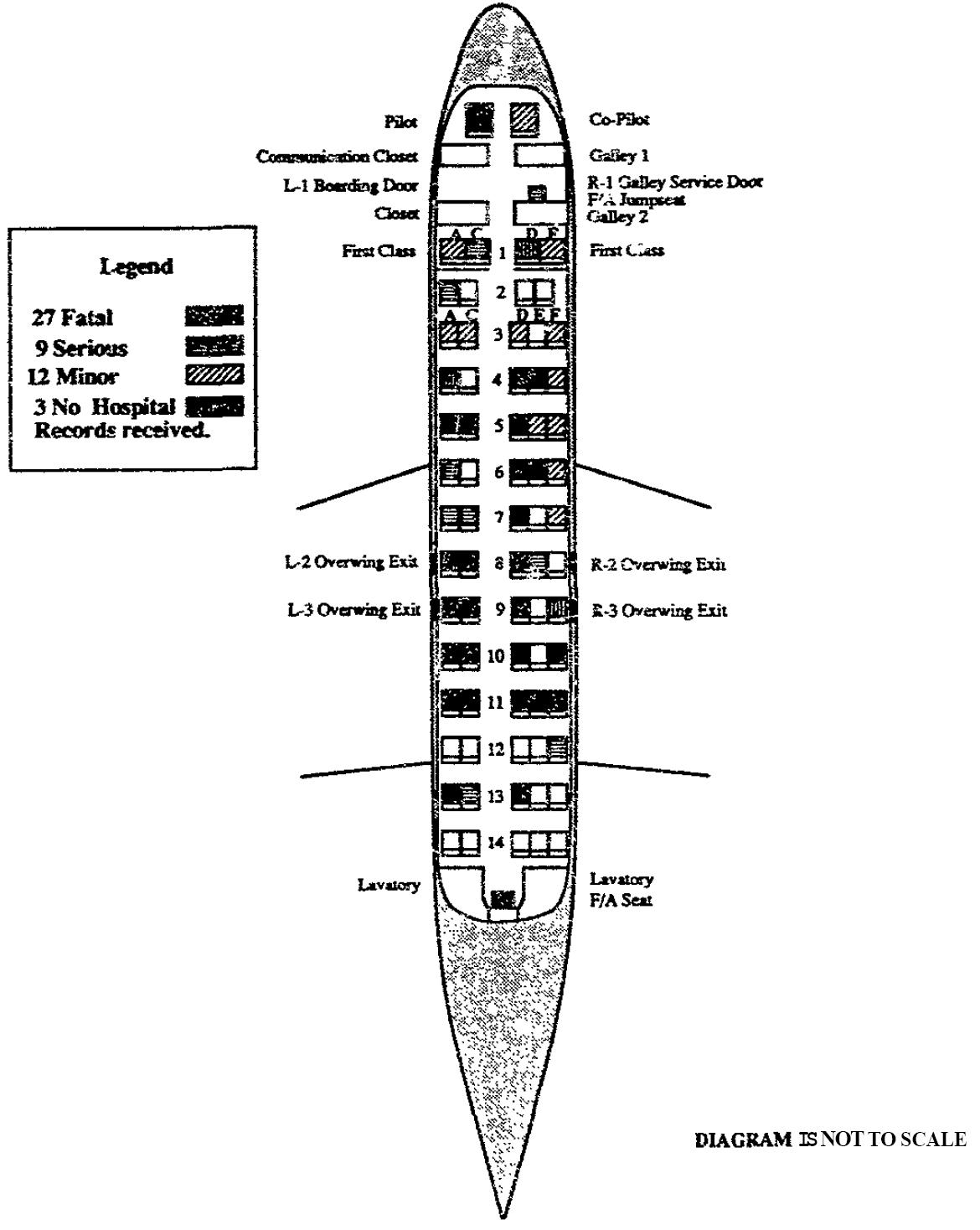
Sitzpositionen der Opfer des Unfalls

Die Untersuchung stellte fest, dass keiner der Piloten Maßnahmen ergriffen hatte, um die Flügel vor dem Abflug auf Vereisung zu kontrollieren, obwohl aus den Aufnahmen des Stimmenrekorders klar hervorgeht, dass beiden Piloten bewusst war, dass es unter den vorherrschenden Wetterbedingungen zu Vereisung kommen könnte. Die Maschine wurde lediglich durch das Bodenpersonal in Augenschein genommen und enteist. Die Ermittler stellten fest, dass der Kapitän, als er infolge des Defekts eines Enteisungsfahrzeugs ein zweites Enteisen beantragte, besorgt darüber war, welche Folgen es haben könnte, sollte die Maschine weiterhin dem anhaltenden Niederschlag ausgesetzt sein. Seine Entscheidung, ein zweites Enteisen zu beantragen, sei umsichtig gewesen und habe den Anweisungen der Fluggesellschaft entsprochen. Nach dem zweiten Enteisen sei die Besatzung sichtlich erleichtert gewesen, dass die Maschine frei von Eisanhaftungen war. Der Besatzung war zu diesem Zeitpunkt nicht bewusst, wie lange sich der Abflug anschließend noch verzögern würde, sodass ihre Entscheidung, das Gate zu verlassen, nachvollziehbar war. Nach dem Rollen, als offensichtlich wurde, dass sich der Abflug deutlich verzögern werde, führten die Piloten Gespräche, aus denen hervorgeht, dass ihnen bewusst war und sie besorgt waren, zu welchen Folgen eine erneute Vereisung führen könnte.
Die Ermittler fanden auch heraus, dass die Anweisungen und das Training der Flugzeugbesatzungen durch USAir hinreichend war und die Piloten eigentlich für Eisbildung am Flugzeug sensibilisiert sein müssten, wenngleich sie sich in diesem Fall nicht über den Zustand der Tragflächen im klaren waren. Die Bestimmungen der USAir besagten, dass der Kapitän Verantwortung dafür trage, Vorbeugungen gegen Vereisung zu treffen. Sollten vor dem Abflug und nach dem letzten Enteisen mehr als 20 Minuten vergangen sein, sei der Kapitän angehalten, die Flügel sorgsam auf Eisbildung zu überprüfen, um sich zu versichern, ob in diesem Zustand ein sicherer Start in Einklang mit den Sicherheitsbestimmungen möglich ist.
Im Abschlussbericht der NTSB wurde vermerkt, dass die Besatzung mehr Schritte hätte unternehmen sollen, um eine Eisfreiheit der Tragflächen zu gewährleisten, etwa durch die Kabine zu gehen und einen näheren Blick auf die Flügel zu werfen. Die Ermittler räumten zwar ein, dass es auch im Rahmen einer Sichtkontrolle schwierig sein könnte, eine Vereisung geringen Ausmaßes festzustellen, betonten jedoch, dass eine Inaugenscheinnahme wahrscheinlicher gemacht hätte, dass die Piloten Vereisung entdecken und zum Flugsteig zurückkehren.
In einem Fernsehinterview erklärte ein NTSB-Ermittler, dass der Kapitän einem Problem gegenüberstand: Hätte er ein drittes Enteisen beantragt, müsste er die Warteschlange von Maschinen, die auf Startfreigabe warteten, verlassen, den ganzen Weg zur Enteisungsposition rollen und erneut auf das Enteisungsfahrzeug warten. Dies hätte den Abflug weit hinausgezögert und womöglich sogar zur Absage des Fluges geführt.
Das NTSB untersuchte, inwieweit der Erste Offizier von seiner Sitzposition im Cockpit den rechten Flügel der Maschine einsehen konnte. Die Ermittler stellten fest, dass bei geöffnetem Schiebefenster 80 Prozent des Flügels einsehbar waren, einschließlich des schwarzen Streifens, auf dem Eisbildung im Kontrast zu dem ansonsten weißen Flügel besser zu sehen gewesen wäre. Bei geschlossenem Fenster, wie im Falle der verunfallten Maschine, wären Details am Flügel schwer auszumachen und der Blick auf den schwarzen Streifen durch das Glas verzerrt gewesen. Die Ermittler stellten fest, dass die Beleuchtung die Sicht des Ersten Offiziers auf den Flügel in diesem Fall nur unwesentlich verbessert hätte.
Die Ermittler baten Fokker, eine Studie zum Zusammenhang zwischen Tragflächenvereisungen an Maschinen des Typs F28 und Steuerbefehlen von Piloten vorzunehmen. Die Ermittler werteten die erhaltenen Daten aus und stellten dabei fest, dass der Kapitän die Flugzeugnase zu früh, nämlich bei einer Geschwindigkeit von 119 Knoten (ca. 220 km/h) hochzog, während die empfohlene Rotationsgeschwindigkeit bei den vorherrschenden atmosphärischen Bedingungen 125 Knoten (ca. 232 km/h) betragen hätte. Bei der Auswertung des Stimmenrekorders wurde festgestellt, dass der Erste Offizier die Rotationsgeschwindigkeit noch früher, nämlich bei 113 Knoten (ca. 209 km/h) angesagt hatte und der Kapitän die Nase danach erst verzögert hochzog. Es konnte nie ermittelt werden, weshalb das Rotieren vorzeitig angesagt und vollzogen wurde.

### Enteisungspraktiken am Flughafen LaGuardia
Die Ermittler wendeten sich auch den Enteisungspraktiken am Flughafen LaGuardia zu. Sie stellten fest, dass die Enteisungstrupps nur Enteisungsflüssigkeit des Typs I einsetzten, nicht jedoch jene vom Typ II. Flüssigkeit des Typs I dient dem bloßen Enteisen einer Maschine, Typ II beugt zusätzlich einer Neuvereisung vor. Zum Zeitpunkt des Unfalls war die Verwendung von Enteisungsflüssigkeit vom Typ II verboten, da Tests ergaben, dass die abtropfende Flüssigkeit den Grip auf den Start- und Landebahnen beeinträchtigte. Die Ermittler erfuhren, dass diese Regelungen für den Flughafen LaGuardia wegen der kurzen Start- und Landebahnen und der Lage am Wasser getroffen wurden, weshalb bei einem Überschießen der Start- und Landebahn durch ein Flugzeug mit einem Sturz ins Wasser zu rechnen war.
Im Abschlussbericht des NTSB wurde kritisiert, dass zu dieser Zeit ein Großteil der Flughafenbetreiber auf Enteisungsflüssigkeit des Typs I setzte und Typ II überhaupt nicht verwendete. Das NTSB betonte, dass Tests erwiesen hätten, dass die Enteisungsflüssigkeiten der beiden Typen I und II entgegen der weit verbreiten Meinung bei Startläufen nicht in relevanten Mengen abtropften.

### Schlussfolgerung
In ihrem Abschlussbericht führten die Unfallermittler den Flugunfall zurück auf das Unvermögen der Luftfahrtindustrie und der Flugaufsichtsbehörde, Verfahren und Kriterien zu formulieren, nach denen Flugzeugbesatzungen sich richten können, wenn es unter winterlichen Bedingungen zu Flugverzögerungen kommt. Eine weitere Unfallursache sei die Entscheidung der Besatzung der Fokker gewesen, den Startlauf zu beginnen, ohne sich vorher versichert zu haben, dass die Tragflächen eisfrei seien, obwohl die Maschine seit dem letzten Enteisen 35 Minuten lang stetem Niederschlag ausgesetzt gewesen war. Die Vereisung habe nach dem Abheben einen Strömungsabriss und Kontrollverlust verursacht. Zum Unfall beigetragen hätten unangemessene Maßnahmen der Besatzung sowie eine mangelhafte Koordination zwischen den Piloten, die zu einem Rotieren unterhalb der vorgeschriebenen Geschwindigkeit geführt hatte.

## Empfehlungen
Das NTSB empfahl der Flugaufsichtsbehörde eine Verbesserung der Schulungen von Flugzeugbesatzungen und Bodenpersonal, welche die Verantwortung für die Überprüfung von Flugzeugoberflächen vor einem Start tragen. Es wurde empfohlen, im Rahmen von regelmäßigen Trainings bildlich vorzuführen, wie die Vereisung einer Tragfläche aussehe und sich anfühle und welche Eismengen unter verschiedenen Lichtverhältnissen erkennbar seien. Die Ermittler wiesen außerdem Fluggesellschaften an, Verfahren einzuführen, um Flugbesatzungen hinsichtlich Varianten und Mischungen von gebräuchlichen Enteisungsflüssigkeiten, deren Halbwertszeit sowie Feuchtigkeitsansammlungsraten zu schulen.
Hinsichtlich der Hindernisse, mit denen die Maschine während des Unfalls kollidierte, sprach das NTSB die Empfehlung aus, alle Pumpenhäuser entlang Start- und Landebahn 13/31 so zu platzieren, dass sie für Flugzeuge keine Hindernisse mehr darstellen.

## Filmische Aufarbeitung
Der Unfall wurde in der sechsten Folge der neunten Staffel der kanadischen Fernsehserie Mayday – Alarm im Cockpit thematisiert. Die Sendung befasste sich dabei schwerpunktmäßig mit einem anderen Flugunfall, der mit USAir-Flug 405 in Bezug gesetzt wurde.

### Zusammenhang mit Air-Ontario-Flug 1363
Nach dem Unfall verwiesen Experten auf einen Zwischenfall, der sich drei Jahre zuvor mit einer Fokker F28 und bei einem ähnlichen Unfallablauf in Dryden, Kanada ereignet hatte. Es wurde beanstandet, dass im Zuge der Unfallermittlungen zum Unfall auf Flug 1363 empfohlen worden war, dass Piloten bei winterlichen Bedingungen die Tragflächen vom Cockpit aus in Augenschein nehmen sollten, und dass Flugzeuge in der Nähe der Startbahnen und nicht am Flugsteig enteist werden sollten, um Zeit zu sparen. Außerdem empfahlen die kanadischen Ermittler ebenfalls, auf Flughäfen Enteisungsflüssigkeit vom Typ II, statt Typ I, zu verwenden. Der Bericht von Dryden führte die Unfallursache auf einen zunehmenden Wettbewerbsdruck infolge einer Deregulierung des Luftfahrtmarktes zurück. In ihm wurde argumentiert, dass dadurch Sicherheitsstandards untergraben würden und dass die lapidaren Praktiken und fragwürdigen Prozeduren Flugzeugbesatzungen in schwierige Situationen bringen würden.
Der Richter Virgil P. Mohansky, der an der Untersuchung des Flugunfalls von Dryden beteiligt war und den Untersuchungsbericht verfasst hatte, behauptete in der TV-Sendung Mayday – Alarm im Cockpit, dass der Unfall auf USAir-Flug 405 hätte vermieden werden können, wenn die Empfehlungen aus dem Unfallbericht in der Zwischenzeit umgesetzt worden wären.

### Filmfehler
In der Sendung wird der Absturz der Fokker auf Flug 405 filmisch rekonstruiert, allerdings enthalten die Sequenzen mehrere Fehler. So ist etwa zu sehen, wie die Maschine die Landebahn nach vorne überrollt und ins Wasser fällt, ohne dass es zu einem Brand kommt. Tatsächlich war die Maschine nach links ausgebrochen und mit einem Pumpenhaus kollidiert, ehe sie brennend auf der Höhe des Endes der Startbahn in die Flushing Bay stürzte. Auch wird in einer Filmsequenz das Wrack einer USAir-Maschine gezeigt, bei der es sich jedoch nicht um die Fokker handelt, sondern eine Boeing 737-400 der USAir, die ebenfalls am LaGuardia Airport auf dem USAir-Flug 5050 auf derselben Start- und Landebahn in umgekehrter Richtung verunglückte.